# Vounó, Grekland
Vounó (Vouno) är en ort i Grekland. Den ligger i prefekturen Chios och regionen Nordegeiska öarna, i den östra delen av landet, 210 km öster om huvudstaden Aten. Vounó ligger 154 meter över havet och antalet invånare är 171. Den ligger på ön Chios.
Terrängen runt Vounó är platt åt sydost, men åt nordväst är den kuperad. Havet är nära Vounó åt sydost. Närmaste större samhälle är Chios, 14,6 km norr om Vounó.